# 千葉カントリークラブ
千葉カントリークラブ（ちばカントリークラブ）は、千葉県野田市蕃昌に事務所がある株主会員制で運営導入の最初のゴルフ場。野田市蕃昌に「野田ゴルフ場」、同市中里に「川間コース」、同市堤根に「梅郷コース」のゴルフ場がある。

## 概要
1952年（昭和27年）頃、千葉県北西部野田市の松の平地林に志田一郎が目お付けた、志田は千葉県森林組合連合会専務理事だった（後・千葉カントリークラブ専務取締役）である。志田が探し当てたゴルフ用地は、千葉市郊外の誉田村で、明治大学のグラウンド予定地だった。
しかし、明治大学の賛意が得られず実現しなかった。次に候補に上がったのが、東京から1時間の条件に適う野田市の平地林だった。志田が最初に着手したのは、現・梅村コースのある梅郷村の平地林である、小林英年に設計を、藤田欽哉、井上誠一に監修を依頼することにした。だが、地主の茂木克己（後の千葉カントリークラブ副理事長）の合意が得られなかった。次に着手したのは、現・野田ゴルフ場のインコースに当たる弁天池周辺の林地だった。
千葉県知事の川口為之助、株式会社毎日新聞の高石真五郎らの協力を得て、「千葉カントリークラブ」の建設計画が開始された。1953年（昭和28年）、野田市弁天池傍の山林地帯を建設用地として、清水建設株式会社の清水揚之助、野田醤油株式会社（現・キッコーマン株式会社）の茂木順三郎・茂木啓三郎らの賛同を得て、1954年（昭和29年）3月、高石真五郎を発起人として財界人らが結集し、日本初の個人会員中心の株主会員制倶楽部として、「株式会社千葉カントリー倶楽部」が設立された。
1954年（昭和29年）3月、千葉県で戦後初のゴルフ場の建設が着工され、同年10月、アウト9ホール（現・野田ゴルフ場、インコース）とクラブハウスが完成、仮開場された、コース名は「仮称・弁天池ゴルフ場」だった。1955年（昭和30年）3月、残るインコース9ホール（現・野田ゴルフ場、アウトコース）が着工され、同年10月9日、18ホールズが開場した。同時に、赤羽の学士会ゴルフクラブと合併、翌1955年（昭和30年）10月9日、「千葉カントリークラブ 野田ゴルフ場」、18ホールのゴルフ場が正式に開場した。
1956年（昭和31年）3月、志田は、第2のコース計画に着手、建設用地は五駄沼の周辺の香取原に決まった。1957年（昭和32年）11月9日、18ホール（現・川間コース）が開場された。その後、両コースの来場者が予想以上の人気を得て、第3のコースの建設の必要性が出てきた。志田は、建設用地を梅郷の山林地帯に決め計画を開始、茂木、高梨の両家の内諾を得て着工、1959年（昭和34年）12月、9ホール（梅郷コース、アウトコース）を仮開場し、1960年（昭和35年）10月、18ホールが開場された。千葉カントリークラブは、3コース54ホールの規模を誇るゴルフクラブとなった。

## 野田コース

### 所在地
〒278-0041 千葉県野田市蕃昌4

### コース情報
- 開場日 - 1954年（昭和29年）10月9日
- 設計者 - 藤田 欽哉
- 面積 - 660,000m2（約19.9万坪）
- コースタイプ - 林間コース
- コース - 18ホールズ、パー72、6,757ヤード、コースレート72.2
- グリーン - 2グリーン、ベント（ペンクロス）
- プレースタイル - 歩行、キャディ付き
- 練習場 - 22打席 230ヤード
- 休場日 - 毎週月曜日、12月31日、1月1日[5][6]

### クラブ情報
- ハウス設計 - 株式会社レーモンド設計事務所
- ハウス施工 - 清水建設株式会社[6]

### 交通アクセス
- 鉄道 - 東武野田線 - 清水公園駅東口よりシャトルバス利用 約5分
- 道路 - 常磐自動車道 - 柏ICより 10km[7]

### メジャー選手権
- 2003年（平成15年） - 第36回 日本女子オープンゴルフ選手権競技大会[8]
- 2018年（平成30年） - 第51回 日本女子オープンゴルフ選手権競技大会開催[9]

## 川間コース

### 所在地
〒270-0237 千葉県野田市中里3477

### コース情報
- 開場日 - 1957年（昭和32年）11月9日
- 設計者 - 富沢 誠造
- 面積 - 726,000m2（約21.9万坪）
- コースタイプ - 林間コース
- コース - 27ホールズ、パー108、9,881ヤード、コースレート 東南 73.2、南西 73.0、西東 73.0
- グリーン - 1グリーン、ベント（ペンクロス）
- プレースタイル - 歩行、キャディ付き
- 練習場 - 17打席 240ヤード
- 休場日 - 毎週月曜日、12月31日、1月1日[5][6]

### クラブ情報
- ハウス設計 - 株式会社レーモンド設計事務所
- ハウス施工 - 日本緑化土木株式会社[6]

### 交通アクセス
- 鉄道 - 東武野田線 - 川間駅北口よりシャトルバス利用 約15分
- 道路 - 常磐自動車道 - 柏ICより 15km[7]

## 梅郷コース

### 所在地
〒278-0021 千葉県野田市堤根167 

### コース情報
- 開場日 - 1960年（昭和35年）10月
- 設計者 - 安田 幸吉
- 面積 - 825,000m2（約24.9万坪）
- コースタイプ - 林間コース
- コース - 18ホールズ、パー72、7,111ヤード、コースレート73.4
- グリーン - 1グリーン、ベント（ペンクロス）
- プレースタイル -歩行 、キャディ付き
- 練習場 - 23打席 230ヤード
- 休場日 - 毎週月曜日、12月31日、1月1日[5][6]

### クラブ情報
- ハウス設計 - 清水建設株式会社
- ハウス施工 - 清水建設株式会社[6]

### 交通アクセス
- 鉄道 - 東武野田線 - 野田市駅よりシャトルバス利用 約10分
- 道路 - 常磐自動車道 - 柏ICより 7km[7]

### メジャー選手権
- 1962年（昭和37年） - 第27回 日本オープンゴルフ選手権競技大会[10]
- 2014年（平成26年） - 第79回 日本オープンゴルフ選手権競技大会[11]

## エピソード
- 1952年（昭和27年）頃、千葉県野田市の松の平地林に目お付けた志田一郎、父は明治大学の第5代総長・志田鉀太郎である[12]
- コース設計者の藤田欽哉は、野田ゴルフ場について、「7,000ヤードの森のコースとしては比類がない」と自賛していた[12]。
- 野田周辺の松の平地林は、醤油を造るための燃料用として、醸造元の茂木家が植林したした松であった。松は樹齢50年程になるとヤニが多くなり、火力が強くなる[12]。

## 関連文献
- 『週刊ダイヤモンド』、59(11);1971年3月13日号、「日本のゴルフ場 千葉カントリークラブ/茂木佐平治・伊藤昭二著、東京 ダイヤモンド社、1971年3月13日、2020年8月1日閲覧
- 『月刊ゴルフマネジメント』、5月19(164)、「千葉カントリークラブ支配人 染谷武氏 セルフデー導入で経営の効率化とプレーニーズに対応」、東京 一季出版、1998年5月、2020年8月1日閲覧
- 『月刊ゴルフマネジメント』、23 (通号 220)、「ゴルフ場事件判例セミナー(143)外国人入会制限の理事会決議が民法に違反しないとされた事例(1)東京地裁平成13.5.31判決、東京高裁平成14.1.23判決(千葉カントリークラブ事件)」、服部弘志・榎本 一久著、東京 一季出版、2002年9月、2020年8月1日閲覧
- 『ゴルフ場ガイド 東版』2006-2007、「千葉カントリークラブ梅郷ゴルフ場(千葉県)」「千葉カントリークラブ川間ゴルフ場(千葉県)」「千葉カントリークラブ野田ゴルフ場(千葉県)、東京 ゴルフダイジェスト社、2006年5月、2020年8月1日閲覧
- 『美しい日本のゴルフコース BEAUTIFUL GOLF CULTURE IN JAPAN 日本のゴルフ110年記念 ゴルフは日本の新しい伝統文化である』、「千葉カントリークラブ　野田ゴルフ場」、ゴルフダイジェスト社、「美しい日本のゴルフコース」編纂委員会編、東京 ゴルフダイジェスト社、2013年12月、2020年8月1日閲覧
- 『ゴルフ場セミナー』、48(12)、「Course Report(VOL.204)千葉カントリークラブ(千葉県) 3コースの改造終了 各々のプレースタイルを確立」、東京 ゴルフダイジェスト社、2015年12月、2020年8月1日閲覧
- 『月刊ゴルフマネジメント』、37=405、「クローズアップ21(その182)練習場とゴルフ場の連携を図る本千葉カントリークラブ ゴルフコースを地域のコミュニティに」、東京 一季出版、2016年2月、2020年8月1日閲覧